# Droga wojewódzka 932
Die Droga wojewódzka 932 (DW932) ist eine 20 Kilometer lange Droga wojewódzka (Woiwodschaftsstraße) in der Woiwodschaft Schlesien in Polen. Die Strecke in den Powiaten Wodzisławski und Rybnicki sowie der kreisfreien Stadt Żory (Sohrau) verbindet vier weitere Woiwodschaftsstraßen, zwei Landesstraßen und die Autobahn A1.
Die DW924 verläuft in östlicher Richtung von Wodzisław Śląski (Loslau) nach Świerklany Górne (Ober Schwirklan). Dann ändert sie die Richtung etwas nördlicher. In Żory stellt sie eine südliche Umfahrung des Stadtzentrums dar.

## Streckenverlauf
Woiwodschaft Schlesien, Powiat Wodzisławski
-  Wodzisław Śląski (DK78)
-  Brücke über Bahnstrecke
-  Wodzisław Śląski (DW933)
-  Bahnübergang

Woiwodschaft Schlesien, Powiat Rybnicki
-  Świerklany Górne (DW930)
-  Świerklany Górne (DW929)
- Świerklany Górne Auffahrt zur Autobahn A1

Woiwodschaft Schlesien, kreisfreie Stadt Żory
-  Żory (DW924)
-  Żory (DK81)